# Caius Laecanius Bassus
Caius Laecanius Bassus est un sénateur et un homme politique de l'Empire romain, il est préteur urbain en 32 puis consul suffect en 40.

## Biographie
Il est originaire de Pola en Istrie, il a un fils homonyme, Caius Laecanius Bassus, qui est consul en 64.
Selon une inscription, Attilio Degrassi fait l'hypothèse  qu'il est toujours vivant en 64 lors du consulat de son fils.